# Guatlla pintada ullroja
La guatlla pintada ullroja (Turnix varius) és una espècie d'ocell de la família dels turnícids (Turnicidae) que habita el sotabosc i zones de matoll del sud-oest, est i sud-est d'Austràlia, Tasmània i Nova Caledònia.
 La població pròpia de Nova Caledònia, potser extinta, és considerada per alguns autors una espècie de ple dret: guatlla pintada de Nova Caledònia (Turnix novaecaledoniae, Ogilvie-Grant, 1889).